# Animated Portable Network Graphics
Animated Portable Network Graphics (APNG) er en udvidelse af .PNG formatet. 
APNG fungerer som en .gif, bare i bedre kvalitet og APNG er bagudkompatibel til .PNG.
Det første billede i en APNG, er gemt som et normalt PNG billede. Derfor kan de fleste gamle PNG dekodere vise det første billede i animationen, mens nye dekodere kan forstå APNG og vise det som en animeret film.